# Lecho empacado

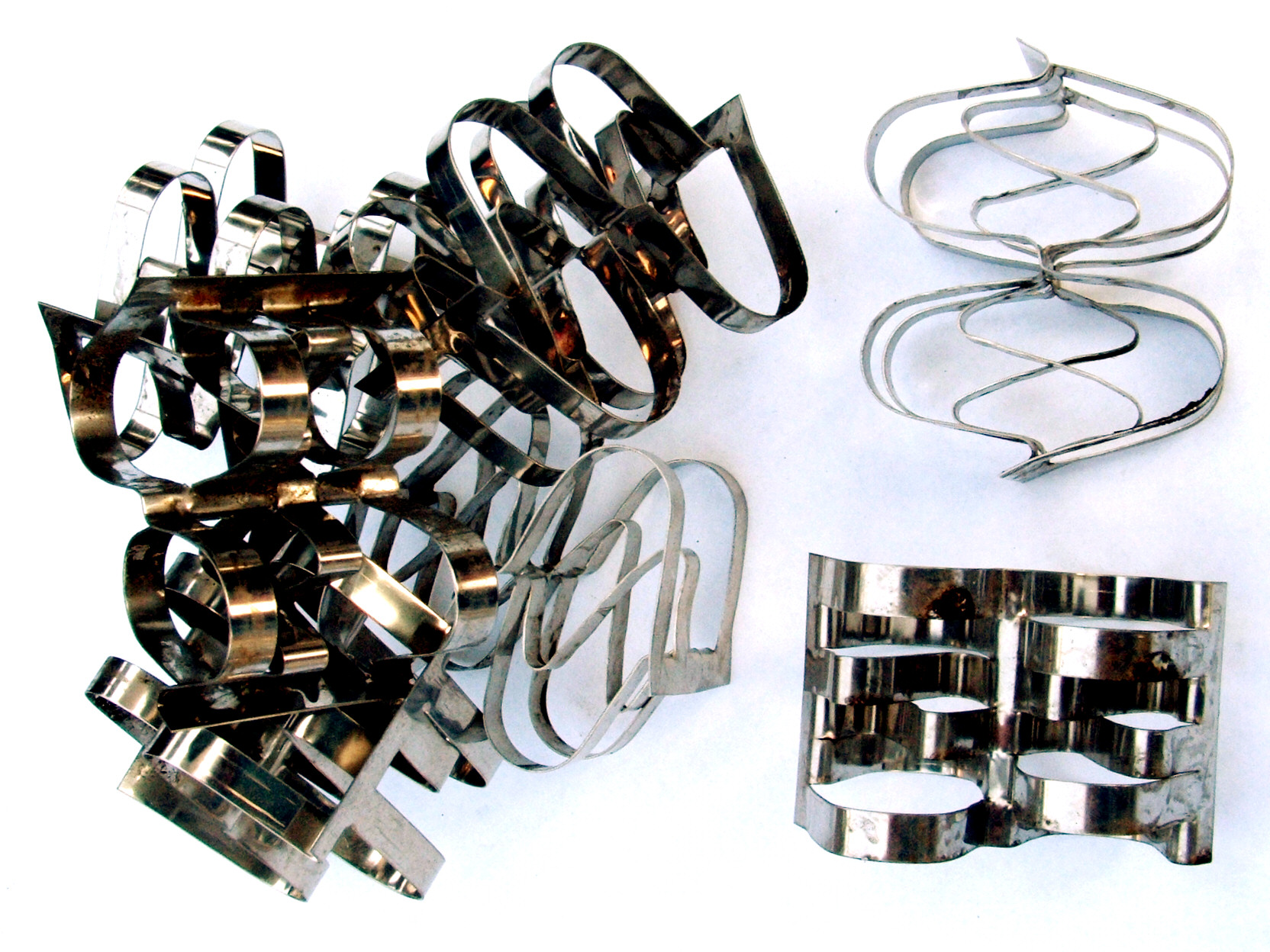
Anillos super-raschig

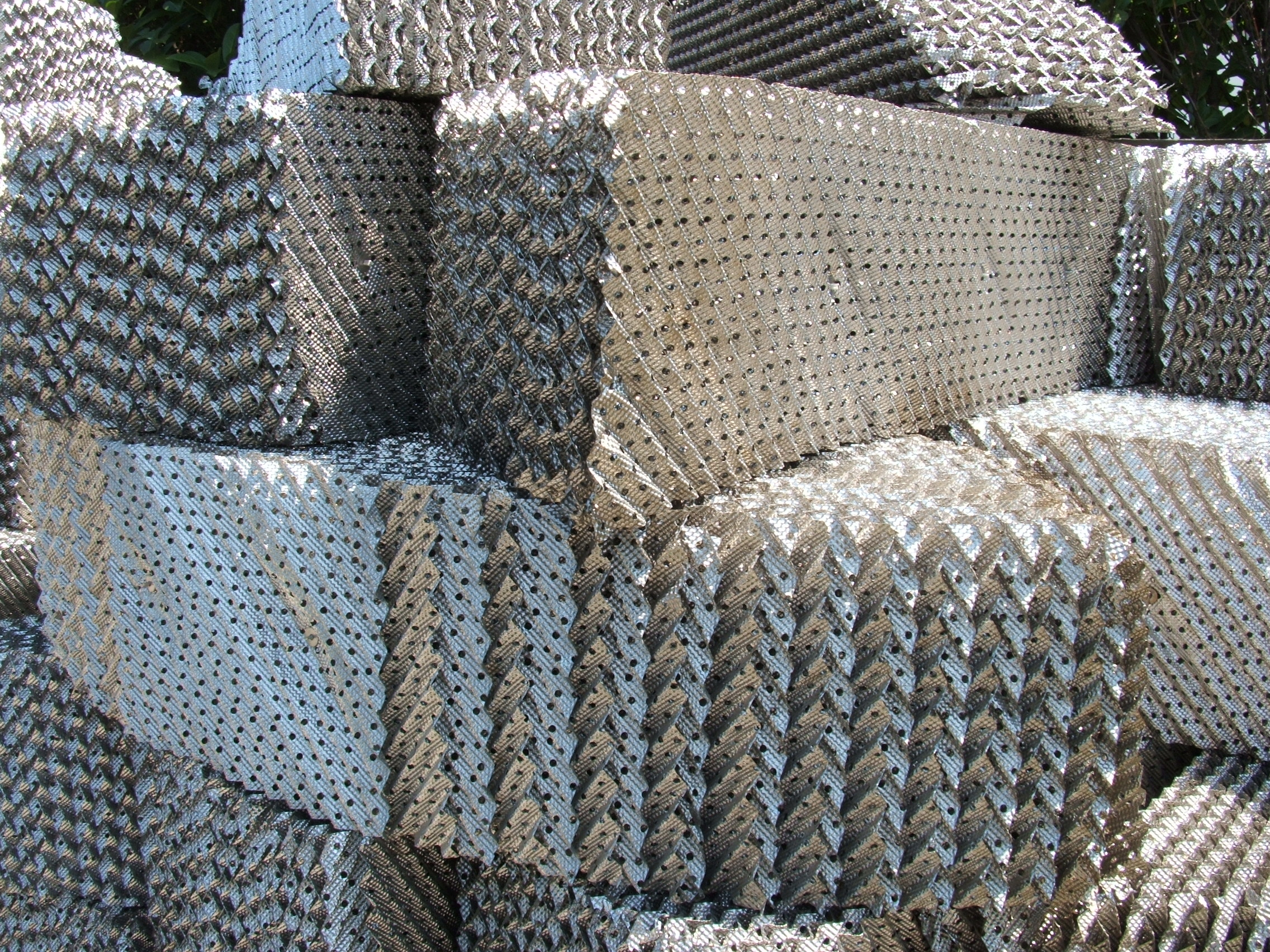
Empaque estructurado

En el procesamiento químico, un lecho empacado es un tubo hueco, tubería u otro recipiente que se llena con un material de empaque. El empaque se puede llenar aleatoriamente con objetos pequeños como anillos Raschig o, de lo contrario, puede ser un empaque estructurado diseñado específicamente. Los lechos empacados también pueden contener partículas de catalizador o adsorbentes, como gránulos de zeolita, carbón activado granular, etc. 
El propósito de un lecho empacado generalmente es mejorar el contacto entre dos fases en un proceso químico o similar. Los lechos empacados se pueden usar en un reactor químico, un proceso de destilación o un lavador , pero los lechos empacados también se han usado para almacenar calor en plantas químicas. En este caso, se permite que los gases calientes se escapen a través de un recipiente que está empacado con un material refractario hasta que el empaque esté caliente. El aire u otro gas frío se devuelve a la planta a través de la cama caliente, precalentando así la alimentación de aire o gas. 

## Aplicaciones

### Columna empaquetada
En la industria, una columna empacada es un tipo de lecho empacado que se utiliza para realizar procesos de separación, como la absorción, la separación y la destilación. Una columna empaquetada es un recipiente a presión que tiene una sección empaquetada.
Las columnas utilizadas en ciertos tipos de cromatografía que consisten en un tubo lleno de material de empaque también pueden denominarse columnas empaquetadas y su estructura tiene similitudes con los lechos empaquetados. 

#### Estructura de la columna: columnas empaquetadas al azar y apiladas
La columna se puede rellenar con un empaquetado volcado aleatorio (creando una columna empaquetada al azar ) o con secciones de empaquetado estructuradas, que están dispuestas o apiladas (creando una columna empaquetada apilada). En la columna, los líquidos tienden a humedecer la superficie del empaque y los vapores pasan a través de esta superficie húmeda, donde tiene lugar la transferencia de masa. Se puede utilizar material de embalaje en lugar de bandejas para mejorar la separación en las columnas de destilación.  El empaque ofrece la ventaja de una menor caída de presión en la columna (en comparación con las placas o bandejas), lo cual es beneficioso cuando se opera al vacío. Los materiales de embalaje con formas diferentes tienen diferentes superficies y espacios vacíos entre el embalaje.  Ambos factores afectan el rendimiento del embalaje. 

#### Distribución de líquido y vapor (relación vapor a líquido)
Otro factor en el rendimiento, además de la forma de la empaquetadura y el área de la superficie, es la distribución de líquido y vapor que entra en el lecho empaquetado.  El número de etapas teóricas requeridas para hacer una separación dada se calcula utilizando una relación específica de vapor a líquido. Si el líquido y el vapor no están distribuidos uniformemente a través del área de la torre superficial cuando ingresa al lecho empacado, la relación de líquido a vapor no será correcta y no se logrará la separación requerida.  El embalaje parecerá no funcionar correctamente. La altura equivalente a una placa teórica (HETP) será mayor que la esperada.  El problema no es el embalaje en sí, sino la mala distribución de los fluidos que entran en el lecho lleno. Estas columnas pueden contener distribuidores y redistribuidores de líquidos que ayudan a distribuir el líquido uniformemente en una sección del empaque, lo que aumenta la eficiencia de la transferencia de masa. El diseño de los distribuidores de líquidos utilizados para introducir la alimentación y el reflujo en un lecho empacado es fundamental para que el empaque funcione con la máxima eficiencia. 

#### Columna de vapor curva de equilibrio-equilibrio
Las columnas empacadas tienen una curva continua de equilibrio de vapor, a diferencia de la destilación de bandeja convencional en la que cada bandeja representa un punto separado de equilibrio vapor-líquido.  Sin embargo, cuando se modelan columnas empaquetadas, es útil calcular una serie de placas teóricas para denotar la eficiencia de separación de la columna empaquetada con respecto a las bandejas más tradicionales.  En el diseño, primero se determina el número de etapas de equilibrio teórico necesarias y luego se determina la altura de empaquetamiento equivalente a una etapa de equilibrio teórico , conocida como altura equivalente a una placa teórica (HETP). La altura total de empaque requerida es el número de etapas teóricas multiplicadas por el HETP. 

## Reactores de lecho empacado
Los reactores de lecho empacado se pueden usar en reacciones químicas en industrias químicas. Estos reactores son tubulares y están llenos de partículas sólidas de catalizador, que se utilizan con mayor frecuencia para catalizar reacciones de gases. La reacción química tiene lugar en la superficie del catalizador. La ventaja de usar un reactor de lecho empacado es la mayor conversión por peso de catalizador que otros reactores catalíticos. La conversión se basa en la cantidad de catalizador sólido en lugar del volumen del reactor. 

## Teoría
La ecuación de Ergun se puede usar para predecir la caída de presión a lo largo de un lecho empacado dada la velocidad del fluido, el tamaño del empaque y la viscosidad y densidad del fluido. 
La ecuación de Ergun, aunque es confiable para los sistemas en la superficie de la tierra, no es confiable para predecir el comportamiento de los sistemas en microgravedad. Actualmente se están realizando experimentos a bordo de la Estación Espacial Internacional para recopilar datos y desarrollar modelos confiables para reactores en lecho de órbita.

## Monitoreo de columnas/camas empacadas
El rendimiento de un lecho empacado depende en gran medida del flujo de material a través de él, que a su vez depende del empaque y de cómo se maneja el flujo. La tomografía eléctrica se puede usar para observar la distribución de líquidos en diferentes secciones transversales del vaso, o incluso el patrón de flujo en toda la columna empaquetada. Dependiendo de la naturaleza de los materiales, se puede usar la tomografía de capacitancia o la resistencia.